# Bief de la Chaussée
Le  bief de la Chaussée  est une section du canal d'Orléans comprise entre l’écluse de Choiseau en amont et l’écluse de la Chaussée en aval. Il fait partie de la première section du canal construite par Robert Mahieu entre 1676 et 1678 entre Vieilles-Maisons-sur-Joudry et Buges.
D’une longueur de 1 270 m, le bief est entièrement situé sur la commune de Coudroy.

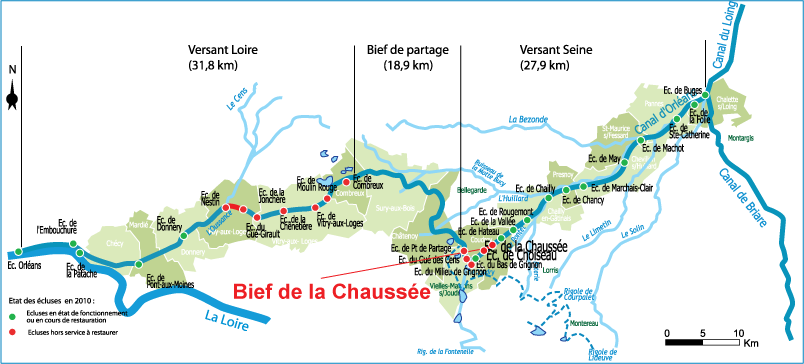
Situation du bief de la Chaussée sur le canal d’Orléans.

## Historique
Un premier tronçon du canal est creusé par Robert Mahieu  entre Vieilles-Maisons-sur-Joudry et Buges entre 1676 et 1678 et ouvert au transport du bois et du charbon. La construction du bief et de l’écluse de la Chaussée est réalisée dans cette première phase. La construction du canal jusqu’à la Loire est ensuite entreprise de 1681 à 1687 et est inaugurée en 1692.
De 1692 à 1793 le canal est en plein essor. De 1 500 à 2 000 bateaux remontent par an la Loire depuis Nantes pour gagner Paris. En 1793 le canal devient bien national. De 1807 à 1860, le canal est géré par une société privée, la Compagnie des canaux d’Orléans et du Loing, puis en 1863 sa gestion est confiée aux Ponts et Chaussées pour 91 ans
De 1908 à 1921, alors que le trafic de marchandises par voie fluviale est en pleine régression, des travaux prolongation du canal entre Combleux et Orléans sont entrepris. Avec l’extinction complète du trafic, le canal est déclassé en 1954 des voies navigables et entre dans le domaine privé de l’État.
En 1978 est créé le Syndicat mixte de gestion du canal d'Orléans, qui a pour objet la gestion, la promotion et l’animation de l’ensemble du domaine du canal. En 1984, le département du Loiret prend la gestion du domaine pour 50 ans, laissant au Syndicat la gestion courante du domaine, qui reste toujours propriété de l’État.

## Bief de la Chaussée

### Descriptif
Le bief de la Chaussée s’étend sur une longueur de 1 270 m entre l’écluse Choiseau en amont et l’écluse de la Chaussée en aval. Il est entièrement situé sur la commune de Coudroy.
Le bief ne dispose pas d’aire de retournement permettant d'envisager un retournement aisé pour la plupart des bateaux de plaisance.

### Travaux de réhabilitation du canal
Dans le cadre du projet de restauration du canal, des travaux de curage des fonds du bief et de protection des berges sont nécessaires.

#### Curage
Les exigences liées à la remise en navigation du canal imposent le gabarit suivant sur le canal : une hauteur d’eau minimale de 1,40 m, correspondant à un tirant d’eau de 1,20 m et 0,20 m de pied de pilote et une largeur de canal en plafond de 8 m au moins. Ceci conduira à réaliser des travaux de curage des fonds des biefs pour libérer le tirant d’eau nécessaire aux bateaux. Sur le bief de la Chaussée, un volume total de l’ordre de 3 601 m3 de vases est à curer, soit, pour une longueur de bief curable de 1 208 m, un volume moyen de l’ordre de 3 m3/ml.

#### Protections de berges
600 m de berges naturelles sont à protéger dans le cadre du projet de réhabilitation du canal, pour un coût estimé en 2009 à 90 000 euros HT.

## Écluse de la Chaussée
Longueur sas : 32 m
Largeur sas : 5.2 m,
Cote bief amont : 112.21
Cote bief aval : 108.96
Cote bajoyer : 112.86
L’écluse de la Chaussée présente une longueur de sas de 32 m, pour une largeur de 5,2 m. Les cotes NGF des différents éléments caractéristiques de l’écluse sont les suivantes : bief amont : 112.21, bief aval : 108,96, arase supérieure du bajoyer : 112,86. La hauteur de chute est donc de 3,25 m
L’écluse de la Chaussée n’est pas fonctionnelle en l’état. Sa réfection s’inscrit dans le cadre du scénario à court terme, à savoir une remise en navigation à l’horizon 2012. Le sas présente plusieurs fuites et des départs de pierres des bajoyers qui doivent être réparés. Les portes amont et aval sont abîmées et doivent être remplacées.

## Pour approfondir